# TOS-1
Le TOS-1, appelé aussi Bouratino (en russe : тяжёлая огнемётная система (Tiajiolaïa ognemiotnaïa sistema), pour système de lance-flammes lourd, est un lance-roquettes multiple (d'appellation usuelle « Katioucha ») à vingt-quatre tubes de calibre 220 mm. Il est basé sur un châssis de char T-72, et est utilisé pour la première fois en Afghanistan en 1988-1989. Il est présenté au public pour la première fois à Omsk en 1999.
Le TOS-1 n'est pas utilisé par l'artillerie russe, mais par les unités NBC (en russe : войскa радиационной, химической и биологической защиты [РХБЗ]), car les roquettes lancées sont thermobariques.

## Développement
L'idée d'utiliser un lance-roquettes multiple avec des munitions incendiaires ou thermobariques remonte aux années 1970. Les prototypes ont été développés au début des années 1980 au KBTM d'Omsk, et restèrent secrets pendant longtemps.
Le TOS-1 a été conçu pour frapper les fantassins, l'équipement, les bâtiments, les bunkers et fortifications, ainsi que les véhicules légers.
Comme la portée maximale des roquettes n'est que de 3 500 m le système demande un véhicule suffisamment blindé, et comme le dispositif est lourd, un châssis de char T-72 a été choisi. Afin de remédier au problème de la portée les Russes ont developpé en 2003 le TOS-1A qui est équipé de nouvelles roquettes avec une portée de 6 km ainsi qu'un nouvel ordinateur balistique qui facilite le travail des artilleurs, le nombre de tubes de roquettes à également été réduit passant de 30 à 24. En 2020 une nouvelle roquette est developpée avec une portée de 10 km, ce résultat a été atteint grâce à une modification du liquide carburant-air dans l'ogive, celui ci est désormais plus léger et plus puissant.

### Variantes

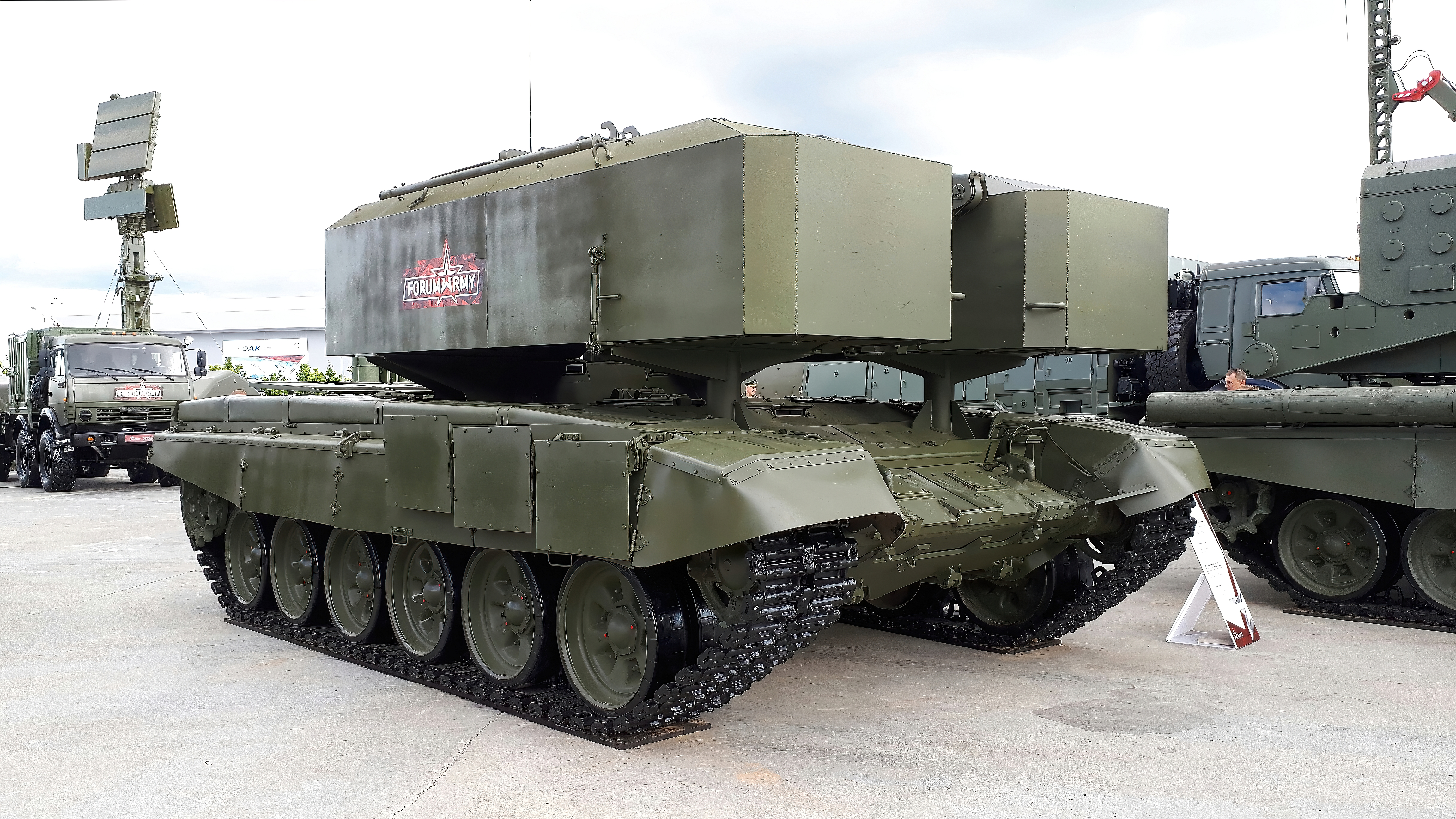
TZM-T d'approvisionnement en munitions pour le TOS-1A durant « Armiya 2020 »

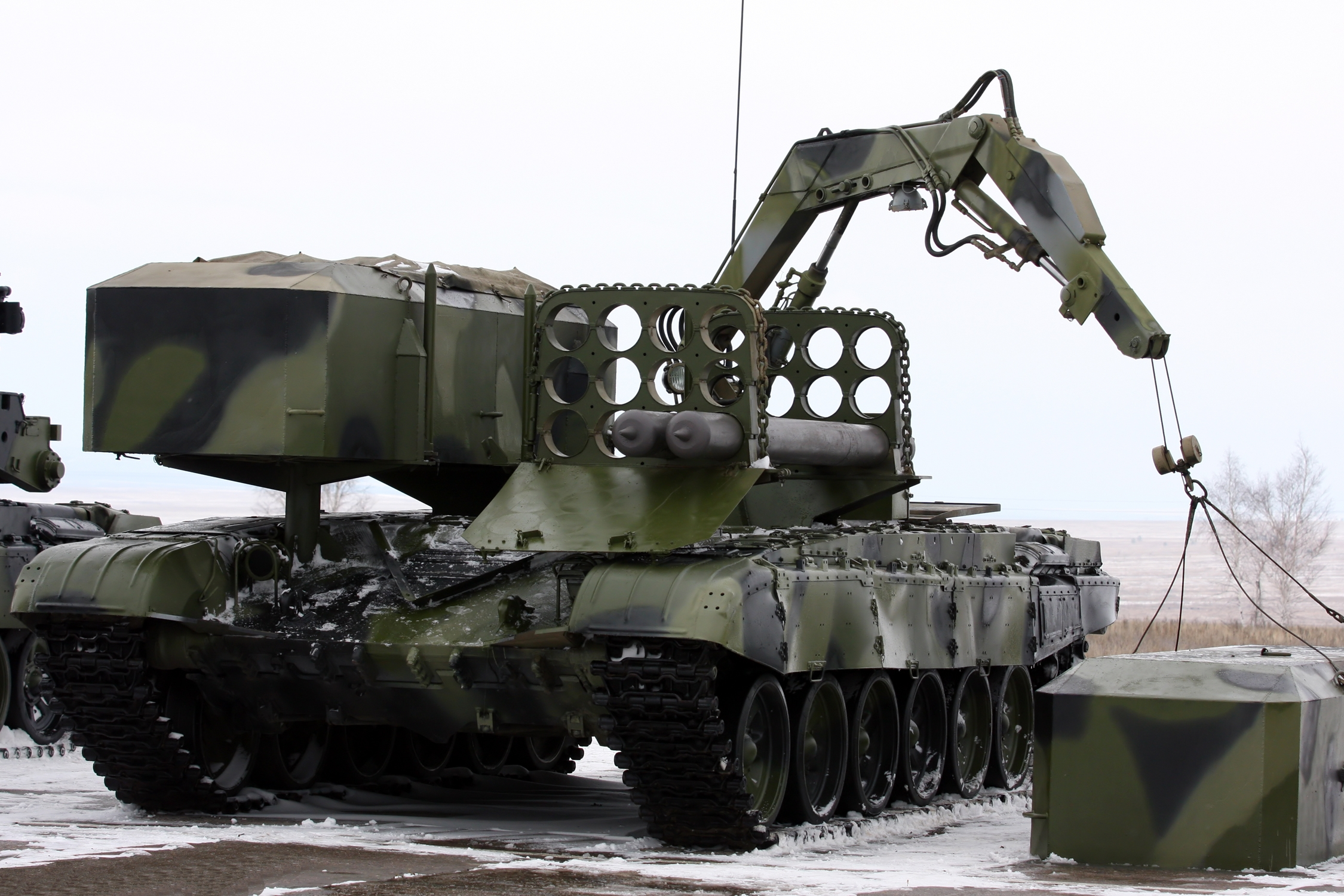
TZM-T

- Le TOS-1 - Version de base, portée de 3,5 km, 30 tubes à roquettes
- Le TOS-1A Solntsepyok, version améliorée, portée de 6 km à 10 km en fonction des roquettes, 24 tubes à roquettes[3]
- Le TOS-2 Tossotchka est basé sur un châssis de camion et non plus sur celui d’un char, il a été developpé au début des années 2020.

Une variante est dédiée à la logistique militaire et au réapprovisionnement, le TZM-T.

## Utilisations sur le champ de bataille
Le TOS-1 a été utilisé dans la vallée du Pandjchir en Afghanistan de 1979 à 1989.
Lors de la bataille de Grozny en 1999, lors de la seconde guerre de Tchétchénie, il a été largement utilisé.
Le TOS-1A a été utilisé contre Daesh lors de la reconquête de Jurf Al Sakhar durant la seconde guerre civile irakienne en 2014.
Selon l'OSCE, il a été utilisé en Ukraine orientale depuis 2014, pendant la guerre du Donbass,.
Durant la guerre civile syrienne, les Forces armées syriennes ont utilisé des TOS-1A en 2015, près de Hama, tandis que les forces de défense nationale en ont fait usage en 2017 près de Lattaquié.
En 2016, lors de guerre des Quatre Jours, l’Azerbaïdjan a utilisé des TOS-1A. Au moins l’un d’eux a été détruit. De même lors de la guerre de 2020 au Haut-Karabagh, l'Azerbaïdjan a utilisé ses TOS lors de l'attaque lancée contre le Karabakh. Le ministère de la Défense arménien a confirmé la destruction d'au moins un TOS le 30 septembre 2020.
Des TOS-1 ont été observés sur le théâtre d'opérations lors de l'invasion de l'Ukraine par la Russie en 2022,,

## Opérateurs
- Algérie - Commandé en 2015, 18 en service en 2024[13],[14]. Signature d'un accord en 2017 pour la production locale du TOS-1A[15].
- Arabie saoudite - Commandé en 2017, livraison à partir d'avril 2019, au moins 10 en service en 2024[16],[17].
- Arménie - 6
- Azerbaïdjan - 18[18]
- Irak - 4[19]
- Kazakhstan - 3[20],[21]
- Russie - 58 unités en service actif en 2024[22]
  -  République populaire de Donetsk - Des TOS-1 ont été vus parmi les forces séparatistes lors de la guerre du Donbass[23].
  -  République populaire de Lougansk
- Syrie - quelques unités, dans le cadre de l'aide russe dans la guerre civile syrienne.

- Ukraine - 3 - TOS-1 ont été capturés par les forces armées ukrainiennes dans la contre-offensive de l'été 2023.

## Projets liés
- URSS T-72
- URSS BM-30 Smerch
- URSS BM-21 Grad
- Russie TOS-3 Drakon

## Projets similaires
- LAR-160 (en)
- / LAROM
- / TAM VCLC (es)
- Astros II
- Cohete Rayo (es)
- SLM FAMAE (es)
- M142 HIMARS
- M270 (appelé aussi MLRS)
- / RM-70
- / WR-40 Langouste
- / Katyusha
- // M-63 Plamen (en)
- // M-77 Oganj
- // Orkan M87

## Galerie d'images

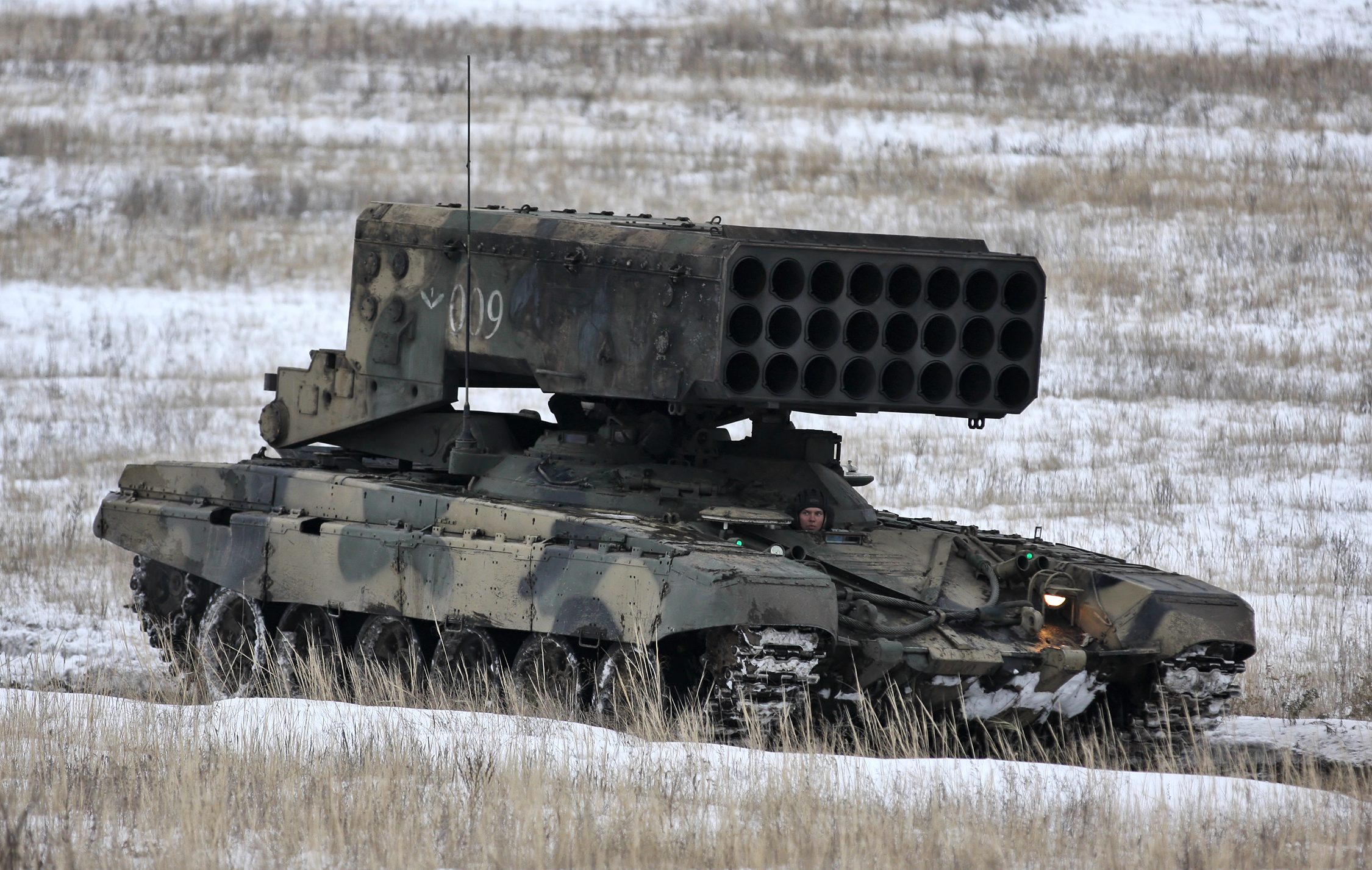
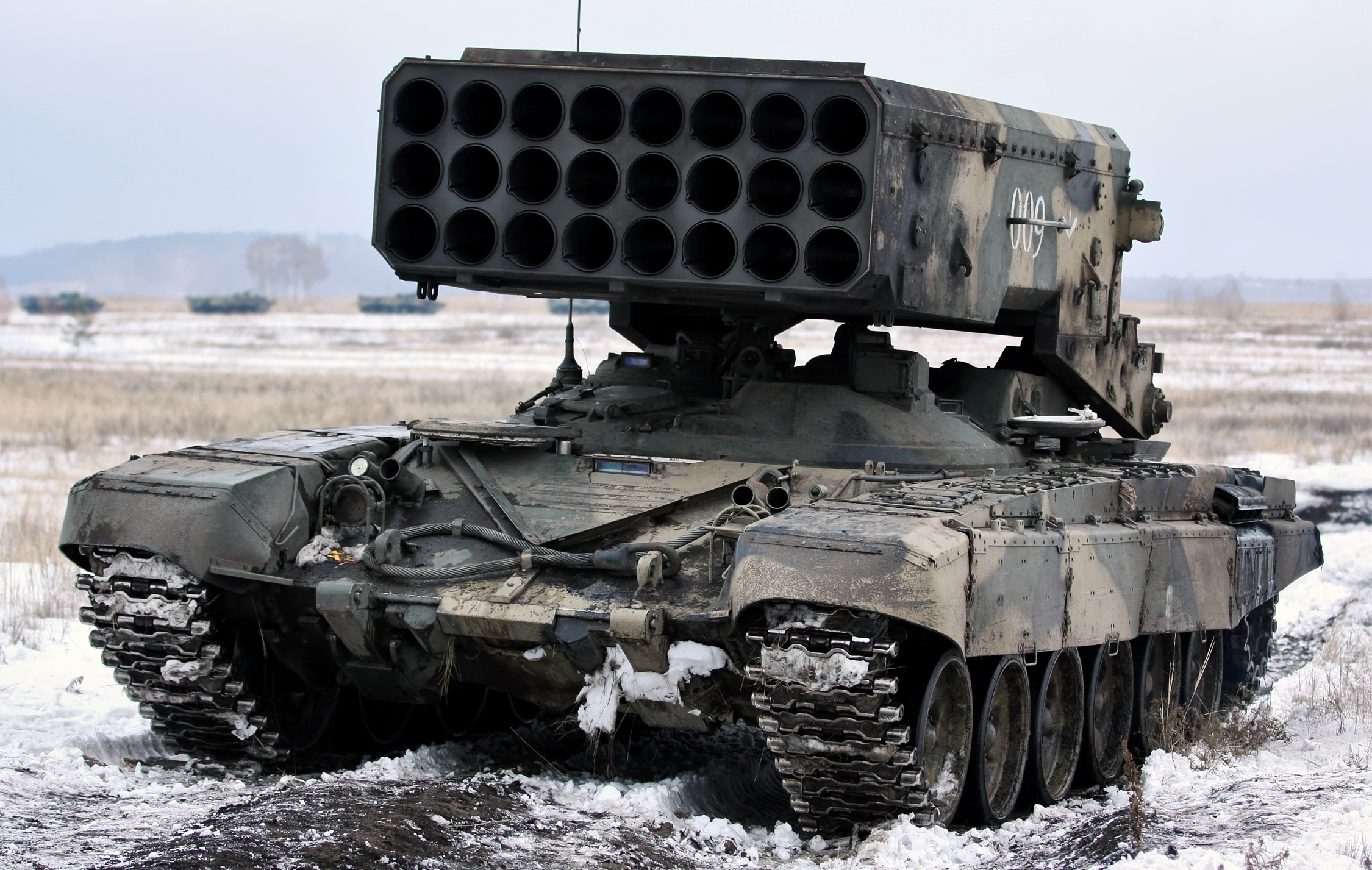
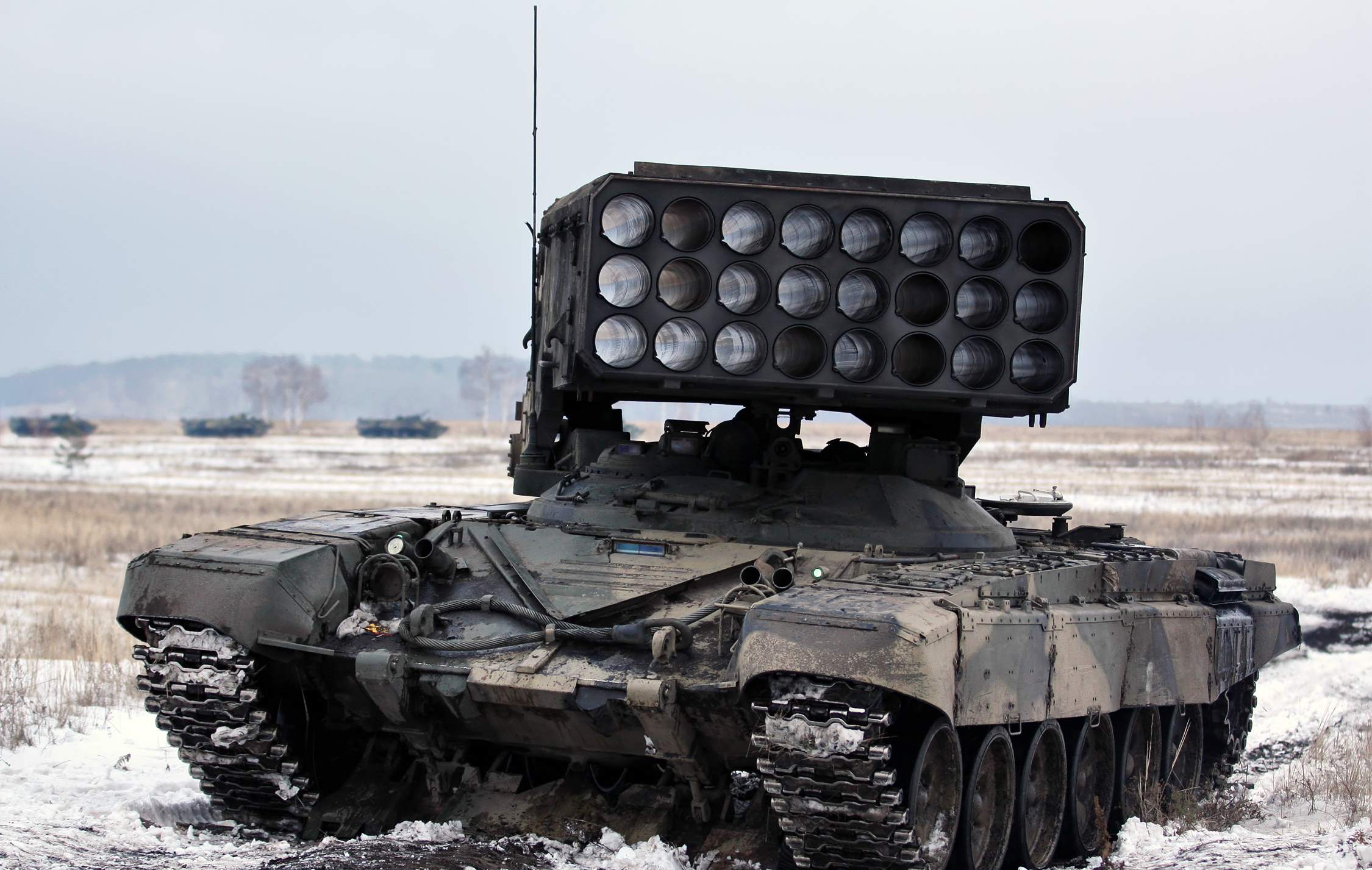
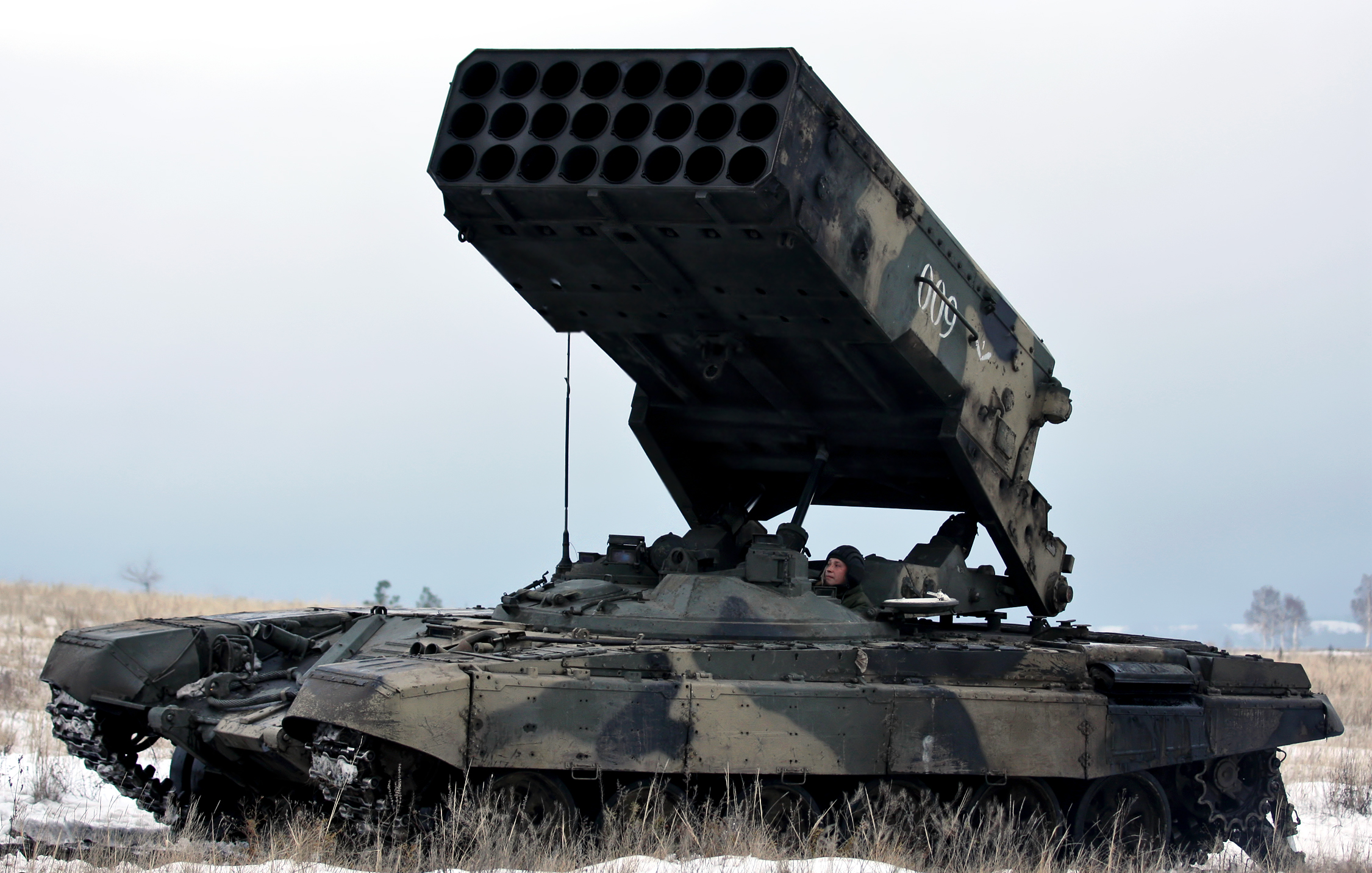
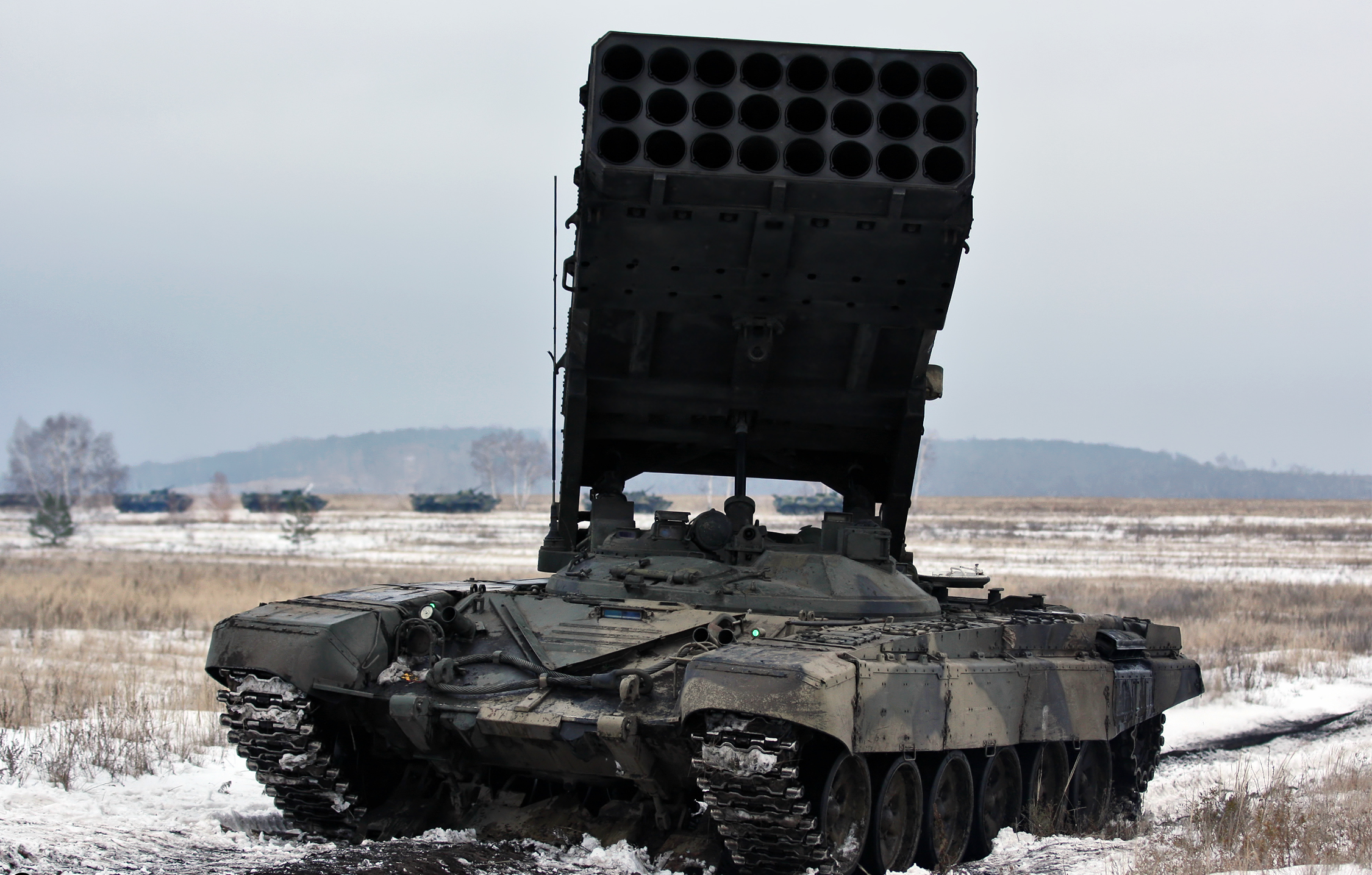
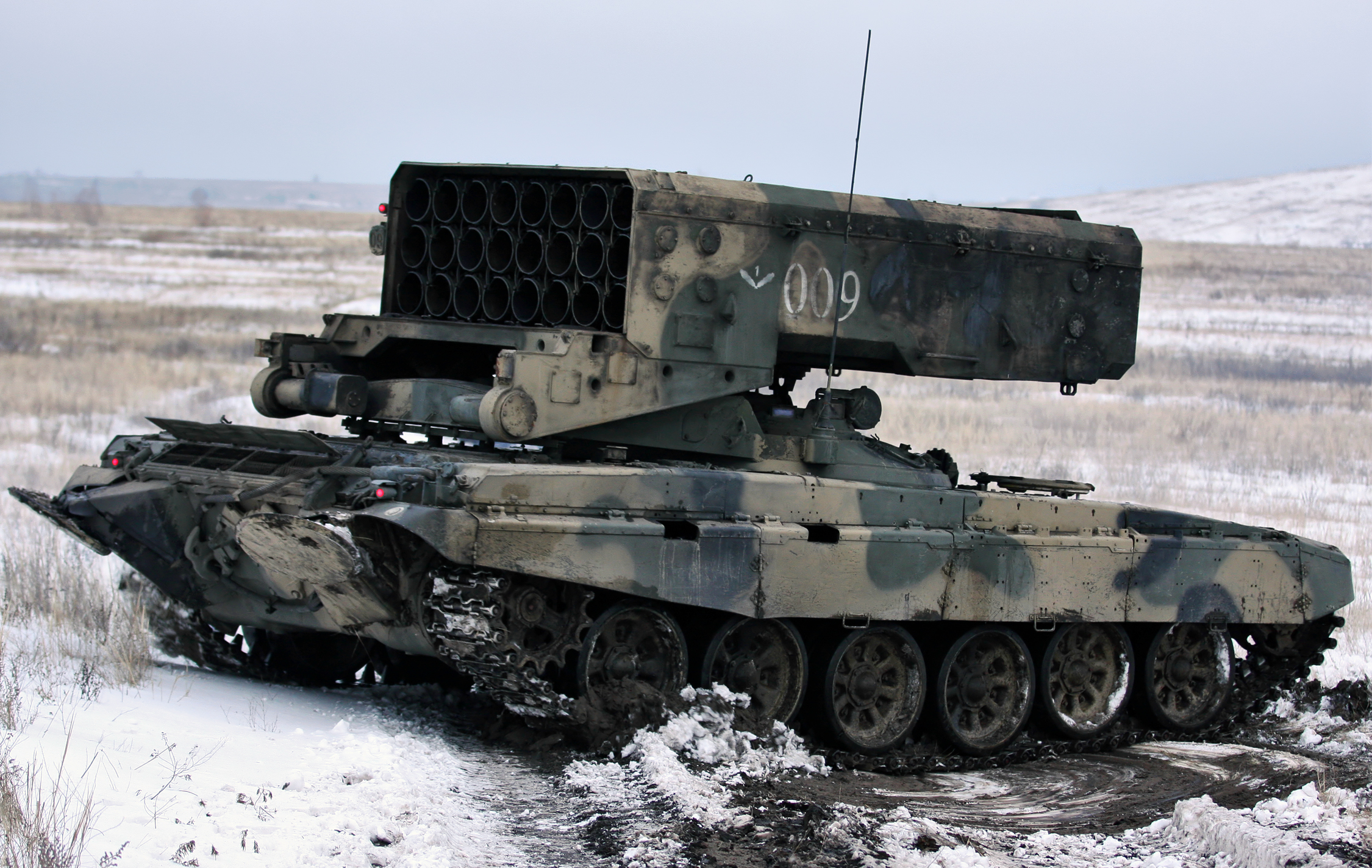
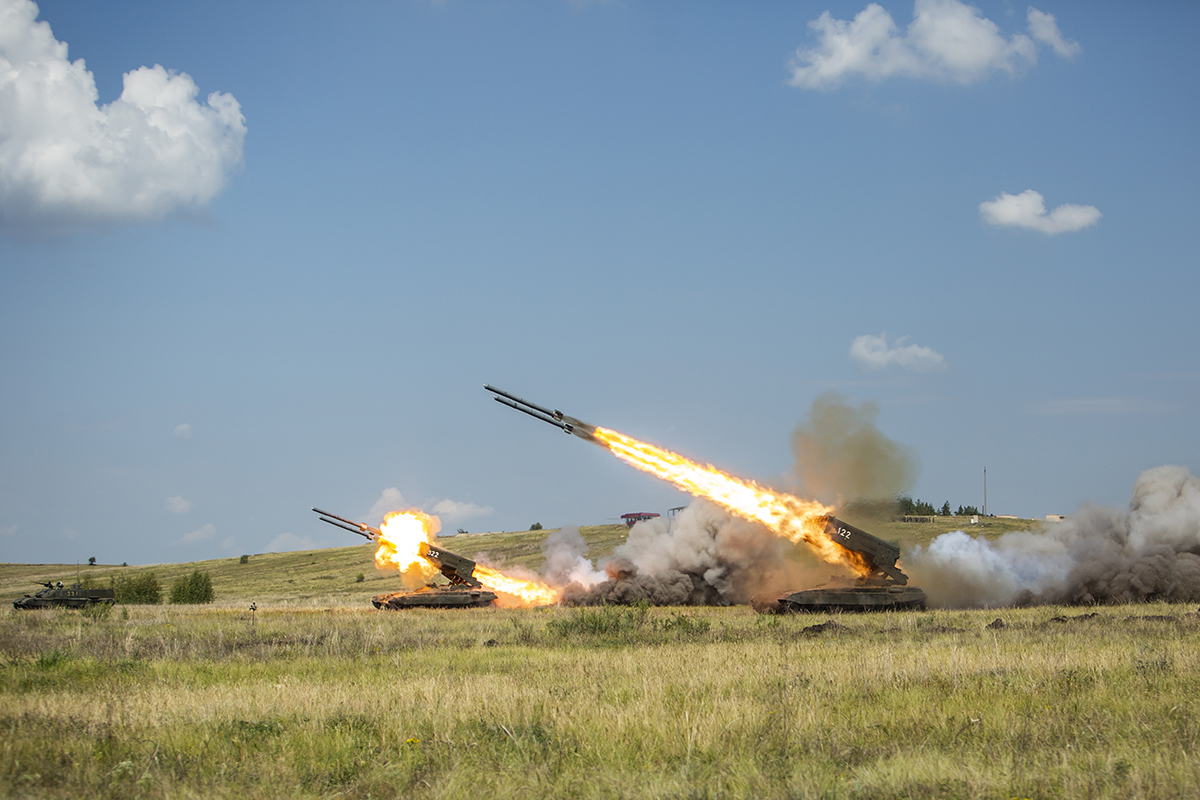
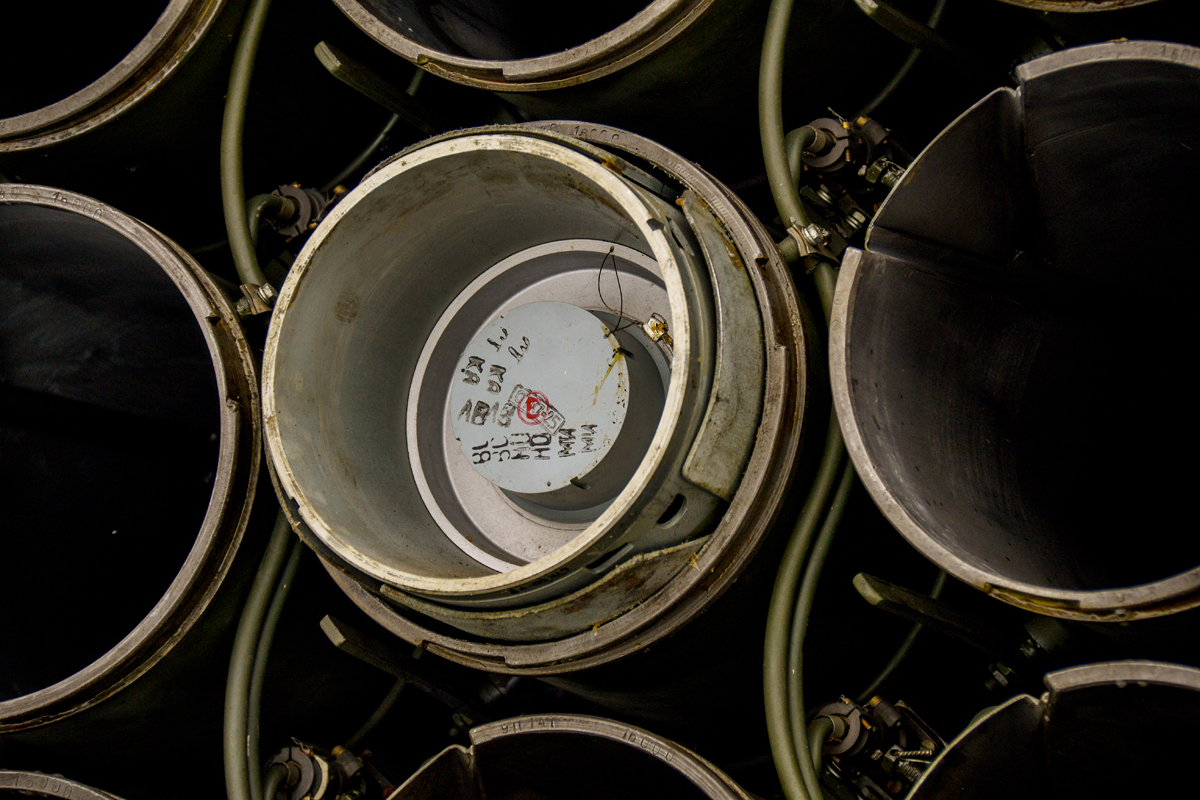

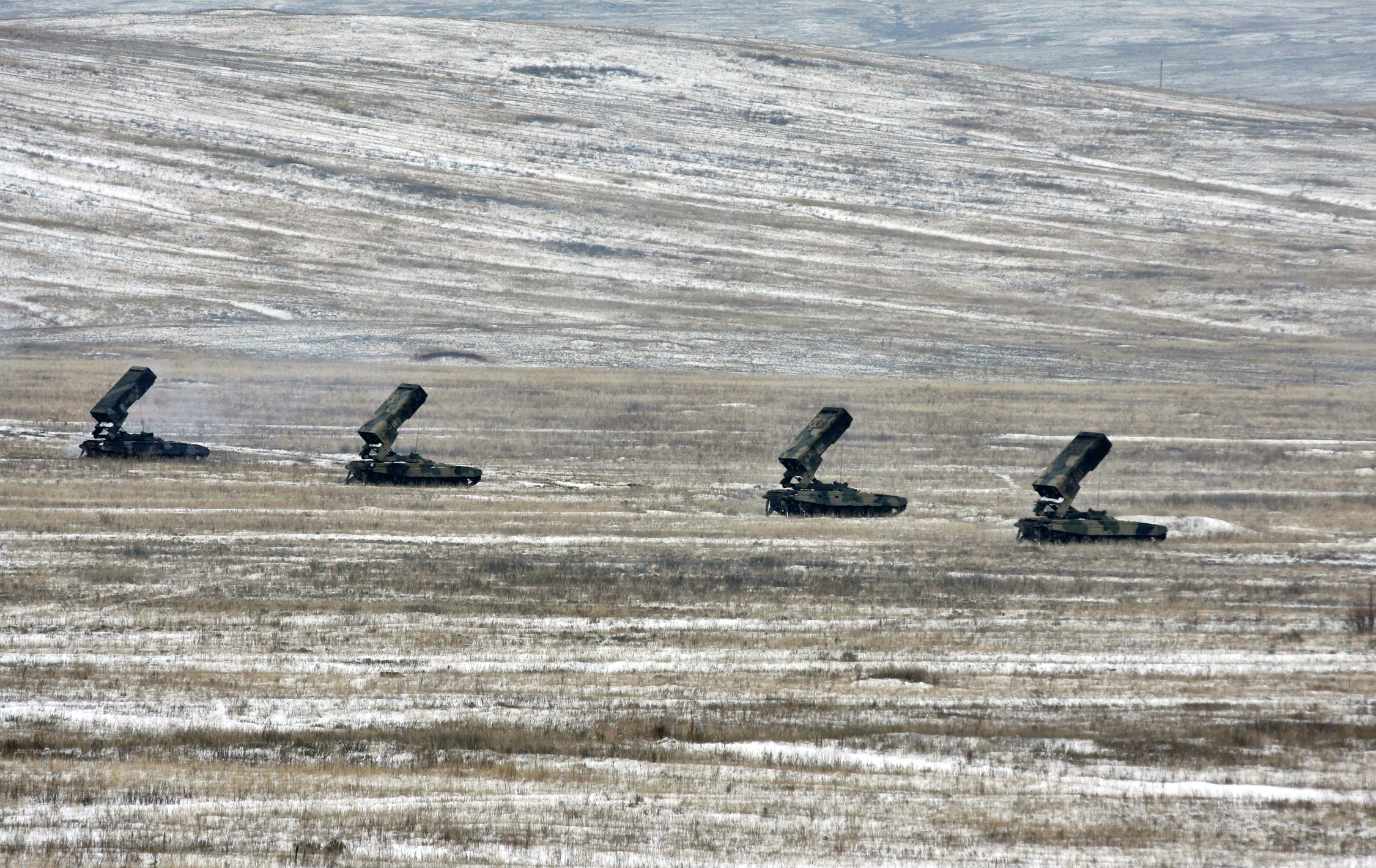
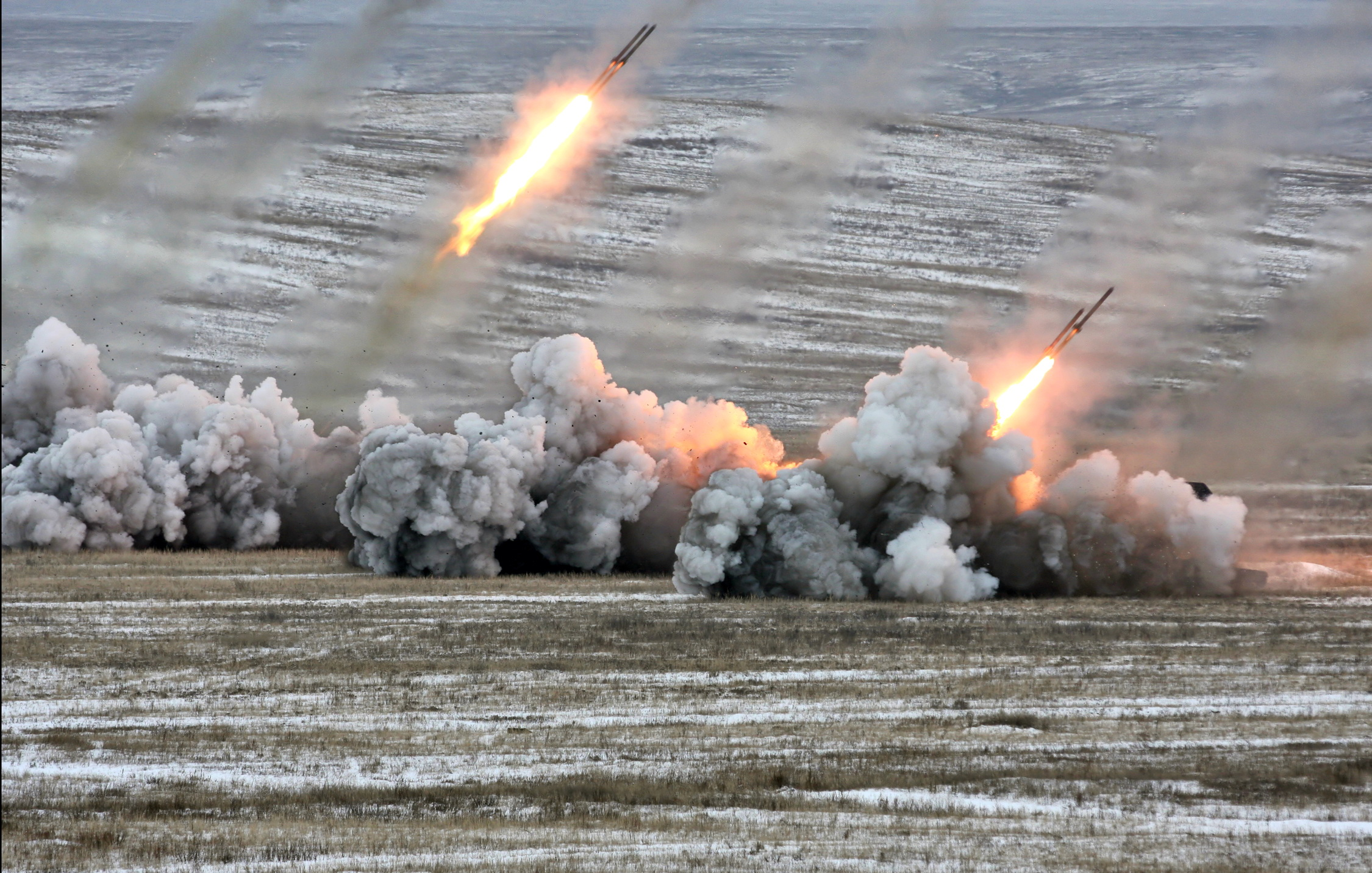
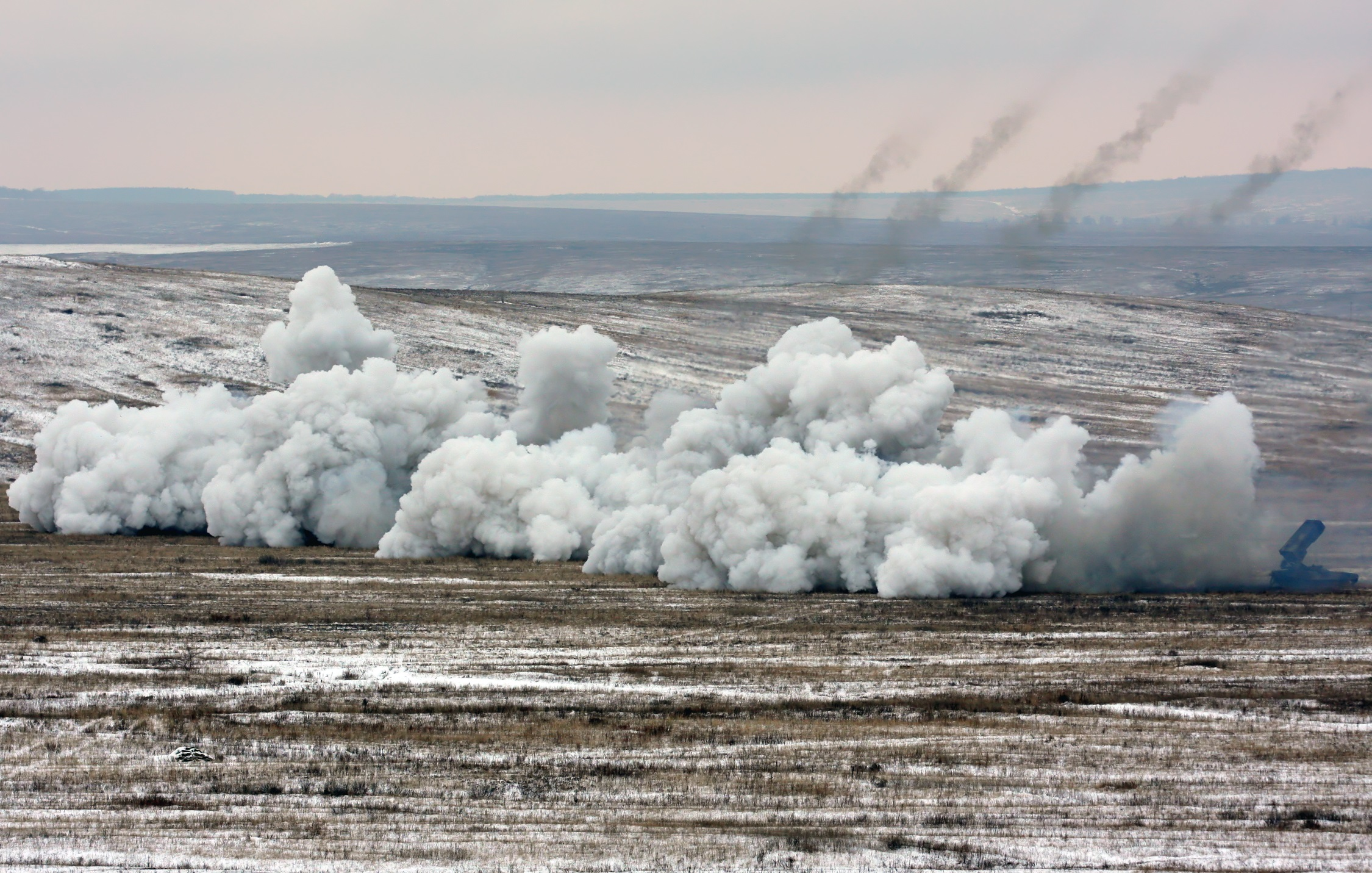
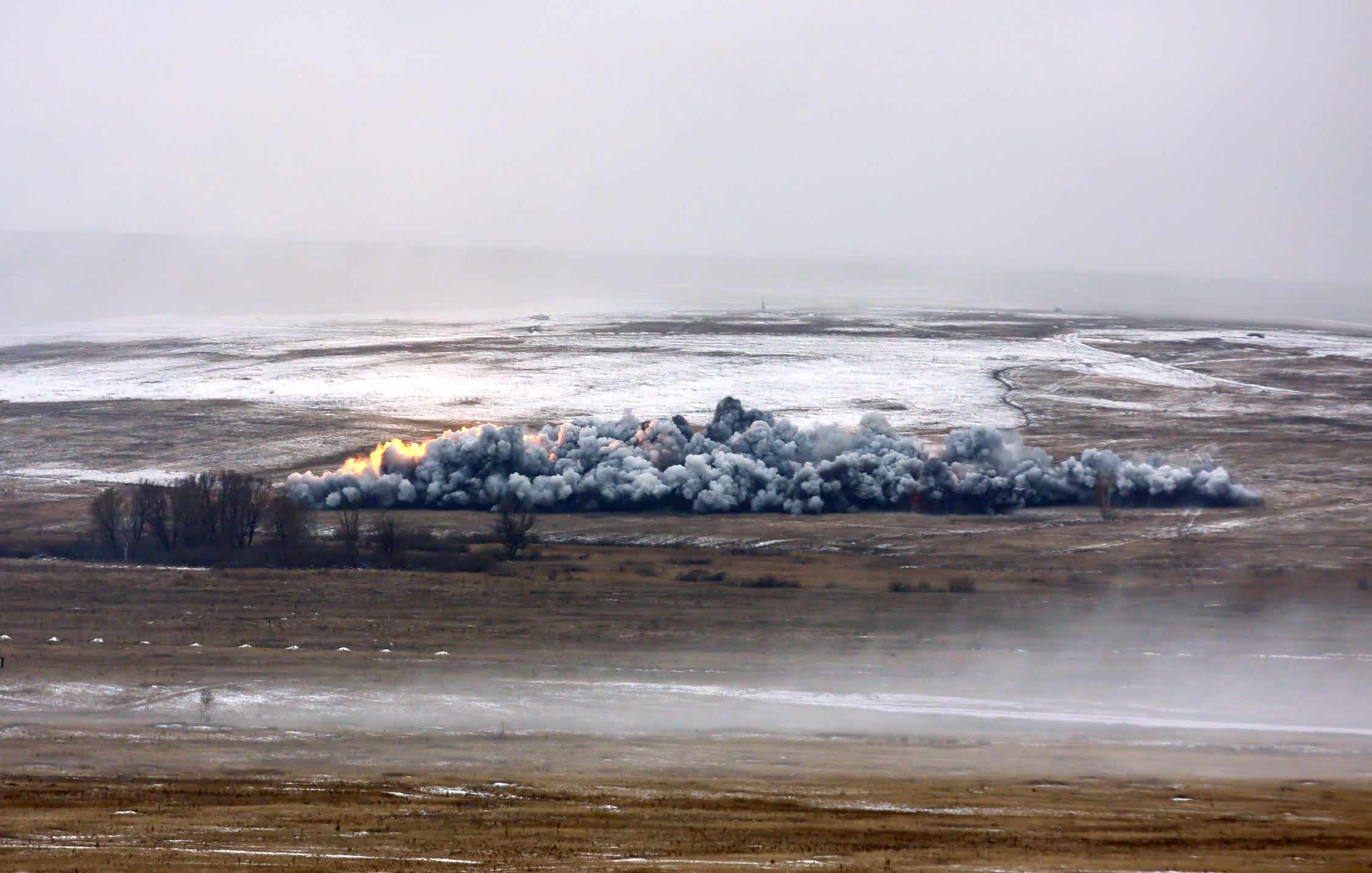
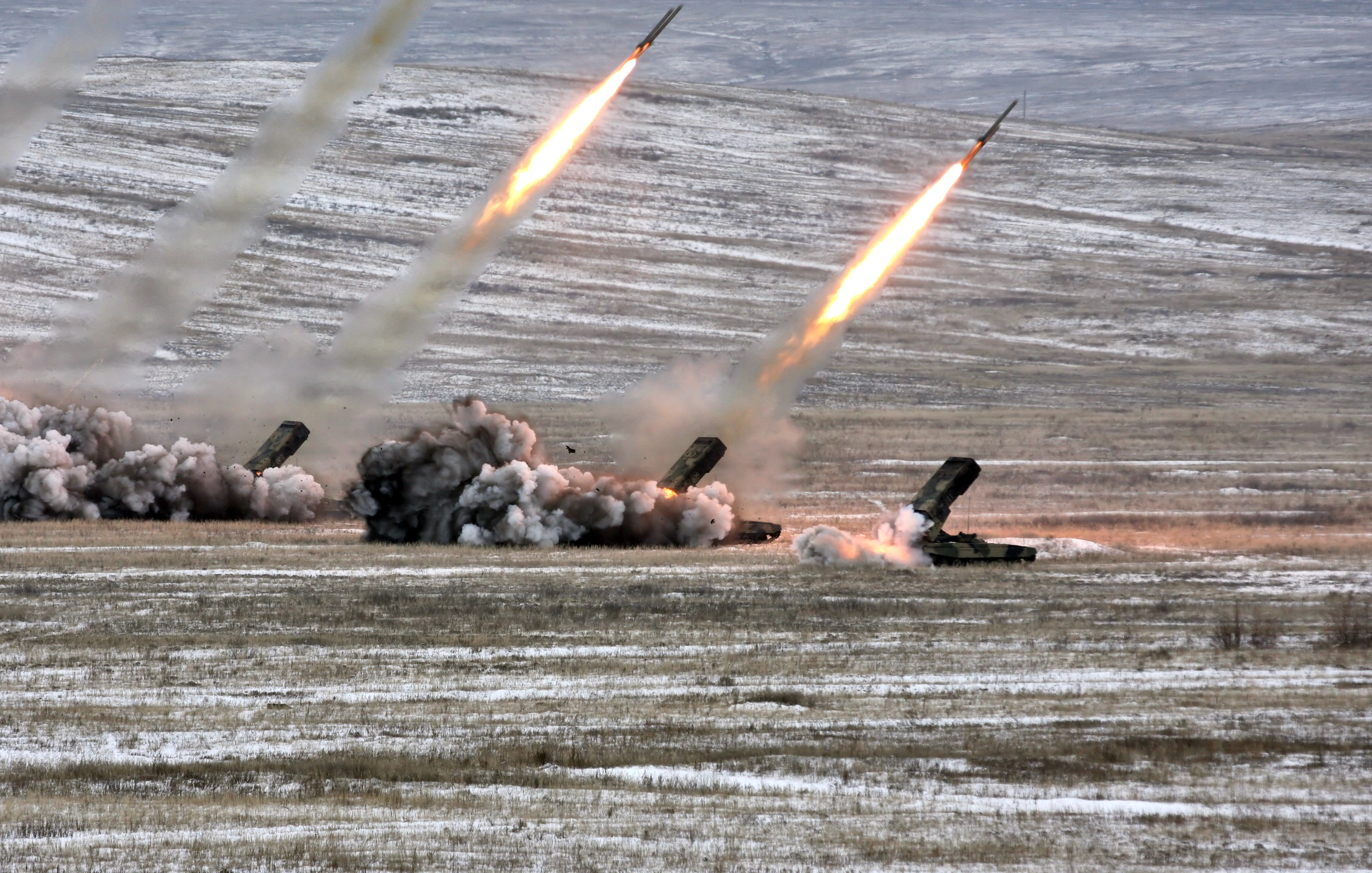
Tir d'une batterie de TOS-1 de l’armée de terre russe en 2011.